# Cox-Klemin TW-2
Le Cox-Klemin TW-2 était un avion militaire de l'entre-deux-guerres, construit aux États-Unis par la Cox-Klemin Aircraft Corporation.